# Kazimierz Mynett
Kazimierz Mynett (ur. 13 sierpnia 1931 w Grudziądzu, zm. 15 grudnia 2014 w Skierniewicach) – polski profesor w zakresie hodowli, genetyki, nasiennictwa i agrotechniki roślin ozdobnych

## Życiorys
Urodził się w rodzinie maszynisty kolejowego Władysława Mynetta i Gertrudy Mynett z domu Kortalla. Po ukończeniu w 1951 średniej szkoły ogólnokształcącej w Grudziądzu podjął studia na Wydziale Rolnym Wyższej Szkoły Rolniczej w Poznaniu, które ukończył z dyplomem inżyniera ogrodnictwa. Pracę magisterską wykonał w 1956 w Katedrze Roślin Ozdobnych Szkoły Głównej Gospodarstwa Wiejskiego w Warszawie pod kierunkiem profesora Stanisława Wóycickiego. Bezpośrednio po studniach podjął pracę w Zakładzie Roślin Ozdobnych w Instytucie Hodowli i Aklimatyzacji Roślin w Radzikowie, gdzie prowadził badania nad hodowlą goździków szklarniowych i goździków gruntowych oraz daliami karłowymi. W 1967 obronił na SGGW pracę doktorską „Badania nad mieszańcami międzygatunkowymi rodzaju Dianthus” wykonaną pod kierunkiem prof. S. Wóycickiego, uzyskując tytuł doktora nauk rolniczych. W 1969 przeniósł się do Instytutu Sadownictwa i Kwiaciarstwa w Skierniewicach, gdzie w 1981 uzyskał stopień doktora habilitowanego nauk rolniczych w zakresie roślin ozdobnych na podstawie rozprawy „Badania nad rozwojem pąków kwiatowych u goździków szklarniowych”. W 1990 otrzymał tytuł naukowy profesora nauk rolniczych. W 2002 przeszedł na emeryturę. Wypromował 7 doktorów.

## Praca naukowa
Prof. dr hab. Kazimierz Mynett prowadził badania nad hodowlą, uprawą i oceną odmian roślin ozdobnych, głównie goździków szklarniowych i gruntowych, lilii, tulipanów oraz innych ozdobnych roślin cebulowych. Wynikiem tych prac było m.in. wyhodowanie 11 odmian lilii oraz 15 odmian dalii karłowej, które zostały zarejestrowane jako oryginalne odmiany. Oceniał także możliwości wykorzystania regulatorów wzrostu i rozwoju w kształtowaniu pokroju, kwitnienia i odporności roślin ozdobnych, zwłaszcza fuksji, lilii, pelargonii i poinsecji, na niesprzyjające warunki środowiska. Najwięcej uwagi poświęcał genetycznym i hodowlanym problemom dziedziczenia barwy, kwitnieniu i mrozoodporności roślin ozdobnych, szczególnie dalii, goździków i lilii. Zajmował się także upowszechnianiem wiedzy o roślinach ozdobnych, co znalazło wyraz w opublikowanych książkach, w tym podręcznikach dla szkół ogrodniczych, artykułach w czasopismach ogrodniczych oraz referatach i posterach na międzynarodowych kongresach ogrodniczych oraz krajowych i międzynarodowych sympozjach kwiaciarskich. Był cenionym propagatorem wiedzy na temat roślin ozdobnych, łącząc wiedzę ogrodniczą z zamiłowaniem do literatury. Profesor Szczepan Pieniążek tak go wspominał: - „Trudno o człowieka bardziej kulturalnego i przyjemnego w kontaktach z ludźmi niż on. Bardzo dobrze pisał i wspaniale wykładał. Był najlepszym kwiaciarzem i najlepszym roślinnikiem w całym swoim dziale”.
Producentom roślin ozdobnych, amatorom, uczniom i studentom był znany ze swych licznych i wartościowych publikacji – podręczników, książek, artykułów prasowych. Wyniki swoich prac prof. dr hab. Kazimierz Mynett opublikował w 86 oryginalnych publikacjach naukowych, 550 publikacjach popularno-naukowych oraz 20 książkach i podręcznikach.

## Pełnione funkcje
Był głównym organizatorem Zespołu Zakładów Badawczych Roślin Ozdobnych oraz pierwszym i wieloletnim kierownikiem Zakładu Hodowli Roślin Ozdobnych w Instytucie Sadownictwa w Skierniewicach (obecnie Instytut Ogrodnictwa - Państwowy Instytut Badawczy). Jednocześnie w latach 1992–2002 był kierownikiem Katedry Roślin Ozdobnych na Wydziale Rolniczym Akademii Rolniczej w Szczecinie, którą zorganizował od podstaw. W latach 197–1992 był redaktorem naczelnym wydawnictwa Prace Instytutu Sadownictwa i Kwiaciarstwa - Rośliny Ozdobne, a w latach 1976–2002 był członkiem Rady Naukowej Instytutu Sadownictwa i Kwiaciarstwa w Skierniewicach. Był także członkiem komisji w Centralnym Ośrodku Badania Odmian Roślin Uprawnych w Słupi Wielkiej. Od 1978 był członkiem Komitetu Nauk Ogrodniczych PAN, w którym przez 2 kadencje pełnił funkcję sekretarza i przewodniczącego Sekcji Roślin Ozdobnych. W latach 1990–1992 był członkiem Centralnej Komisji do Spraw Tytułów i Stopni Naukowych. Był także członkiem Polskiego Towarzystwa Nauk Ogrodniczych oraz North American Lily Society.

## Odznaczenia
- Brązowy Krzyż Zasługi (1969)
- Srebrny Krzyż Zasługi (1971)
- Zasłużony Pracownik Rolnictwa (1975)
- Złoty Krzyż Zasługi (1979)
- Medal 40-lecia Polski Ludowej (1984)
- Medal Zasłużony dla Akademii Rolniczej w Szczecinie (1997)
- Krzyż Kawalerski Orderu Odrodzenia Polski (2001)[2]
- Najwyższa Nagroda Dyrektora ISK „Kryształowe Jabłko” (2004)
- Medal uznania Polskiego Towarzystwa Nauk Ogrodniczych (2005)

## Najważniejsze książki
- Goździki. PWRiL Warszawa 1974
- Lilie. PWRiL Warszawa 1976
- Kwiaciarstwo. PWRiL Warszawa 1980 - podręcznik dla techników ogrodniczych i policealnych studiów zawodowych
- Rośliny doniczkowe w mieszkaniu. Chemil Warszawa 1990
- Kwiaty z mojego ogródka. PWRiL Warszawa 1990